# Emily Engstler
Emily Engstler (Queens, 1º maggio 2000) è una cestista statunitense, professionista nella WNBA.

## Carriera
È stata selezionata dalle Indiana Fever al primo giro del Draft WNBA 2022 (4ª scelta assoluta).

## Statistiche

### College
| Anno      | Squadra              | PG  | PT | MP   | TC%  | 3P%  | TL%  | RP  | AP  | PRP | SP  | PP   |
| --------- | -------------------- | --- | -- | ---- | ---- | ---- | ---- | --- | --- | --- | --- | ---- |
| 2018-2019 | Syracuse Orange      | 29  | 0  | 14,3 | 41,3 | 25,4 | 62,5 | 4,5 | 1,4 | 0,9 | 1,2 | 4,9  |
| 2019-2020 | Syracuse Orange      | 31  | 31 | 29,3 | 37,3 | 33,3 | 69,2 | 9,2 | 2,8 | 1,1 | 1,6 | 9,0  |
| 2020-2021 | Syracuse Orange      | 22  | 5  | 29,9 | 41,7 | 37,1 | 53,1 | 9,1 | 1,9 | 1,8 | 1,6 | 10,5 |
| 2021-2022 | Louisville Cardinals | 34  | 34 | 26,3 | 46,1 | 37,2 | 62,9 | 9,4 | 2,3 | 2,7 | 1,8 | 11,9 |
| Carriera  | Carriera             | 116 | 70 | 24,8 | 41,9 | 33,7 | 61,7 | 8,1 | 2,1 | 1,7 | 1,6 | 9,1  |

### WNBA

#### Regular Season
| Anno     | Squadra        | PG | PT | MP   | TC%  | 3P%  | TL%  | RP  | AP  | PRP | SP  | PP  |
| -------- | -------------- | -- | -- | ---- | ---- | ---- | ---- | --- | --- | --- | --- | --- |
| 2022     | Indiana Fever  | 35 | 6  | 18,2 | 39,6 | 35,6 | 55,3 | 5,2 | 1,5 | 0,8 | 1,1 | 5,2 |
| 2023     | Minnesota Lynx | 12 | 0  | 7,8  | 38,1 | 28,6 | 37,5 | 2,4 | 0,6 | 0,4 | 0,1 | 1,8 |
| 2024     | Wash. Mystics  | 32 | 3  | 14,5 | 49,4 | 47,4 | 81,8 | 4,0 | 1,5 | 0,6 | 0,8 | 6,2 |
| Carriera | Carriera       | 79 | 9  | 15,1 | 43,9 | 41,8 | 61,8 | 4,3 | 1,3 | 0,6 | 0,8 | 6,2 |